# Cara & Coroa
Cara & Coroa é uma telenovela brasileira produzida pela TV Globo e exibida de 24 de julho de 1995 a 29 de março de 1996, em 215 capítulos. Substituiu Quatro por Quatro e foi substituída por Vira Lata, sendo a 52ª "novela das sete" exibida pela emissora.
Escrita por Antônio Calmon, com a colaboração de Ângela Carneiro, Lílian Garcia e Eliane Garcia, supervisão de texto de Walther Negrão, e dirigida por Wolf Maya, Maurício Farias, André Schultz, José Luiz Villamarim e Carlos Magalhães, com direção geral de Wolf Maya. Apesar das semelhanças com a novela mexicana La usurpadora, nenhuma das duas é original, tendo elementos de The Scapegoat.
Contou com as atuações de Christiane Torloni, Miguel Falabella, Luís Melo, Victor Fasano, Maitê Proença, Lúcia Veríssimo, Marcos Paulo e Rosi Campos.

## Enredo
Fernanda é uma mulher muito rica e namoradeira que não se relaciona bem com a própria família. Prestes a se casar com Rubinho, foge da igreja e acaba se casando com seu antigo namorado Miguel, com quem tem um filho chamado Pedro, criado por ele e pelo avô, Antenor. Tempos depois, Fernanda também deixa Miguel e o troca por seu irmão Mauro, um advogado inescrupuloso que está interessado somente em seu dinheiro.
Fernanda está infeliz morando com Mauro e descobre que ele tem um caso com Heloísa, uma mulher muito perigosa e cruel. Fernanda atira contra Mauro, mas a bala atinge um estranho inocente e o mata. Jurando inocência, ela tenta fugir, mas é presa.
Treze anos passam e Fernanda não se esquece de Rubinho. Heloísa e Mauro descobrem que está presa com Fernanda uma sósia dela: Vitória, a Vivi, presa injustamente junto com a amiga Margot, após ambas serem acusadas por um assalto que não cometeram. 
Vitória e Fernanda ficam na mesma cela e, assim que se conhecem, estranham a semelhança física entre elas. Na véspera de sua libertação, Fernanda tem um derrame ao descobrir que Mauro se casou com Heloísa e teve uma filha chamada Isabel, a Belinha; assim, os dois a internam em uma clínica e os médicos dizem que será quase impossível ela se recuperar. O casal sequestra Vivi, que acabara de ganhar sua liberdade condicional, e a obriga a tomar o lugar de Fernanda para se apoderarem do dinheiro que ela iria receber com o divórcio de Miguel. Vivi, ameaçada de morte, aceita, com medo de voltar para a cadeia.
Vitória, agora Fernanda, é mal vista por todos, já que Fernanda saía com todos os homens da cidade e também matou um outro homem. Heloísa é assassinada por Mauro sendo empurrada em um penhasco, depois de uma forte discussão dela com Fernanda por conta das falcatruas de Mauro. Vivi se apaixona por Miguel e ele, pensando que ela é Fernanda, dá uma nova chance para o relacionamento dos dois. Rubinho, também pensando que Vivi é Fernanda, decide voltar para ela e perdoá-la pelo abandono no altar. Assim, Vivi passa a ter um caso com Rubinho, ao mesmo tempo em que também está muito apaixonada por Miguel.
Vivi reencontra sua amiga Margot, que finalmente ganhou sua liberdade condicional. A par de toda a história, as duas ajudam Fernanda a fugir da clínica e ela fica horrorizada ao saber a verdade. Vivi se despede de Fernanda, volta para a cadeia, cumpre mais uns meses de pena e fica definitivamente livre. Depois disso, volta ao orfanato onde foi criada e se desespera ao saber que está grávida de Miguel, decidindo assim enfrentar a vida e passar a trabalhar no orfanato, em vez de abandonar sua filha como sua mãe fez com ela. 
Fernanda volta para Porto do Céu, cidade onde morava, e reassume sua vida, se deparando com todas as mudanças que Vivi fez: toda a família passou a se dar bem novamente, Pedro passou a compreender a mãe e Guilhermina perdoou a filha. Quando a filha de Vivi e Miguel nasce, Vivi coloca o nome da menina de Fernanda em homenagem à sósia, e todos do orfanato chamam a bebê de Nandinha.
Fernanda tenta ser como Vivi era, mas rapidamente sua família volta a entrar em desarmonia e ela estranha os fatos de Miguel dizer que estavam juntos e Rubinho se declarar apaixonado: é assim que ela logo percebe que Vivi se envolveu com os dois simultaneamente. Um tempo depois, Fernanda descobre que está com sequelas do derrame. Ela vai ao orfanato e pede que Vivi volte a Porto do Céu para assumir definitivamente seu lugar após sua morte. Vivi aceita ajudar Fernanda e diz que não será definitivamente, pois irá ajudá-la a se recuperar.
Fernanda se interna e Vivi se passa por ela, levando sua filha junto. Diz a todos que Nandinha é sua filha adotiva, já que Fernanda não estava grávida. Miguel resolve levar Vivi (pensando que era Fernanda) para a Itália como sua intérprete e Vivi se desespera, pois é Fernanda quem fala italiano e é lá que Miguel descobre toda a farsa, inclusive que também é pai de Nandinha. Ele perdoa Vivi e lá eles vivem uma romântica história de amor. O estado de saúde de Fernanda piora e Rubinho acaba convencendo-a a se submeter a uma cirurgia, pela qual ela acaba ficando temporariamente cega. Vivi descobre que ela e Fernanda são na verdade irmãs gêmeas, separadas na maternidade. Constança, mulher que alegava ser mãe de Vitória, perdeu sua filha após o parto e trocou a criança morta por uma das gêmeas, sem ter sido vista por ninguém. Logo em seguida, entregou Vitória a um orfanato de freiras. À beira da morte, no hospital, após um grave acidente automobilístico, Constança confessou tudo a Vitória, antes de morrer.
Fernanda volta a enxergar e salva Vivi e Miguel de terem sido sequestrados por Mauro, que ameaça matá-los pois ainda quer o dinheiro de Fernanda. Mas mesmo assim, ela também não desiste de sua vingança contra Mauro ao saber que foi ele quem armou sua prisão e provocou o ataque cardíaco que matou Guilhermina; com isso, ela o sequestra e o amarra na cadeira de um avião, onde, em pleno voo, começa a se despedir de cada um de seus familiares; quando termina, diz a Mauro simplesmente que é "hora de morrer" e joga a aeronave no mar, causando sua morte. Todos choram por Fernanda achando que ela também morreu na explosão, mas a última cena da novela mostra Fernanda disfarçada, voltando de ônibus a Porto do Céu e pedindo sorridente a seu amado Rubinho, o único homem que ela nunca esqueceu, para que ele a ajude a acender seu cigarro.

## Elenco
| Ator                  | Personagem                                               |
| --------------------- | -------------------------------------------------------- |
| Christiane Torloni    | Fernanda Gusmão Santoro                                  |
| Christiane Torloni    | Vitória Figueiredo (Vivi) / Vitória Gusmão Santoro       |
| Luís Melo             | Rubens Del Rey Villar (Rubinho)                          |
| Victor Fasano         | Miguel Alcântara Prates                                  |
| Miguel Falabella      | Mauro Alcântara Prates                                   |
| Lúcia Veríssimo       | Nadine Gonçalves                                         |
| Marcos Paulo          | Heitor Morales Gonçalves                                 |
| Alessandra Negrini    | Natália Gusmão Santoro                                   |
| Rosi Campos           | Margô da Conceição Santos / Regina (Regininha)           |
| Carlos Zara           | Antenor Alcântara Prates                                 |
| Hugo Carvana          | Aníbal Santoro                                           |
| Arlete Salles         | Cacilda Montez                                           |
| Mauro Mendonça        | Kléber Del Rey Villar                                    |
| Arlete Montenegro     | Leda Del Rey Villar                                      |
| Louise Cardoso        | Laura Del Rey Villar Matos (Laurinha)                    |
| Antônio Grassi        | Rômulo Matos                                             |
| Marcio Garcia         | Guilherme Rocha (Guiga)                                  |
| Thierry Figueira      | Pedro Alcântara Prates                                   |
| Chica Xavier          | Dinda                                                    |
| Tony Tornado          | Anselmo                                                  |
| Wolf Maya             | Cícero Pinheiro Brandão                                  |
| Cláudia Alencar       | Martina Pinheiro                                         |
| Marcos Pasquim        | Cosme Del Rey Villar                                     |
| Mônica Fraga          | Helena Gusmão Santoro (Leninha)                          |
| Juliana Baroni        | Júlia Villar Matos                                       |
| Natália Lage          | Cristina Villar Matos (Kika)                             |
| Walther Verve         | Pepe Montez Caruso                                       |
| Maria Maya            | Nádia Pinheiro                                           |
| Carmo Dalla Vecchia   | Fábio Pinheiro (Fabinho)                                 |
| Cláudia Liz           | Debbie                                                   |
| Carol Machado         | Clara                                                    |
| Danielle Winits       | Diana                                                    |
| Heitor Martinez       | Mobral                                                   |
| Bruno Marques         | Alex                                                     |
| Karina Mello          | Ana                                                      |
| Miriam Freeland       | Mariana                                                  |
| Manitou Felipe        | Sabará                                                   |
| Nádia Bambirra        | Marisol                                                  |
| Luiza Curvo           | Maria Isabel Souto Brandão de Alcântara Prates (Belinha) |
| Luiz Fernando Camarão | Eugênio Alcântara Prates (Geninho)                       |

### Participações especiais
| Ator                   | Personagem                 |
| ---------------------- | -------------------------- |
| Maitê Proença          | Heloísa Souto Brandão      |
| Marilena Ansaldi       | Guilhermina Tavares Gusmão |
| Walderez de Barros     | Souza                      |
| Carlos Vereza          | Amorim                     |
| Alexandre Frota        | Adamastor Batista (Boca)   |
| Maria Padilha          | Bruna Siqueira de Abreu    |
| Nathália Timberg       | Suzie                      |
| Emiliano Queiroz       | Padre Marcos               |
| Francisco Milani       | Juan Caruso                |
| Marcelo Picchi         | Mário                      |
| Maria Helena Dias      | Constanza                  |
| Ida Gomes              | Irmã Domitília Figueiredo  |
| Oswaldo Louzada        | Cardosinho                 |
| José Augusto Branco    | Gustavo de Melo Gonçalves  |
| Henri Pagnoncelli      | Dr. Henrique               |
| Oswaldo Loureiro       | Melquisedeque              |
| Ruth de Souza          | Olga                       |
| Jonas Bloch            | Nuzman                     |
| Ada Chaseliov          | Judite                     |
| Adelaide Palete        | Nilda                      |
| José D'Artagnan Júnior | Jarbas                     |
| Leonardo Miranda       | Tuca                       |
| Margareth Lemos        | Tânia                      |
| Tutu Guimarães         | Lurdes                     |
| Letícia Spiller        | Camila                     |
| Bianca Rinaldi         | Mari                       |
| Marcio Augusto         | Mauro                      |
| Ana Paula Guimarães    | Luiza                      |
| Nívea Stelmann         | Cátia                      |
| Ana Furtado            |                            |
| César Perez            | Juquinha                   |

## Produção
Antônio Calmon seguiu o modelo "novelão", com temas sobre troca de identidades. Depois de trabalhos voltados para o público juvenil como Top Model (1989) e Vamp (1991), o autor revelou que o incomodava "fazer coisas só para jovens" e resolveu se renovar, mudando a temática.
A novela é ambientada na fictícia cidade de Porto do Céu. A maioria das cenas foi gravada na cidade de Búzios, no Rio de Janeiro. Na cidade cenográfica, foi construída uma parte da Rua das Pedras, local famoso e badalado de Porto das Pedras. As cenas na prisão foram rodadas, ora no presídio de Carandiru, ora em estúdio.
Nas cenas em que as gêmeas contracenavam, foram usados o chromakey e o memory-head, tecnologias já utilizadas anteriormente em Mulheres de Areia para dar mais veracidade às cenas em que Ruth e Raquel apareciam juntas. Nos diversos estúdios, foram elaborados quarenta cenários, totalizando duzentos ambientes.
Marcou o retorno das atrizes Rosi Campos, Marilena Ansaldi e Walderez de Barros à Rede Globo: Campos e Ansaldi estavam afastadas da emissora desde 1986, quando participaram das novelas Roda de Fogo e Selva de Pedra, respectivamente; já Walderez estava fora da emissora desde 1989, quando participou da minissérie Sampa. Foi a estreia do ator Luís Melo em telenovelas, o ator já era consagrado no teatro brasileiro, aceitou o convite para protagonizar a trama após rejeitar diversos pedidos da emissora. Também foi a primeira novela de Juliana Baroni, que já era conhecida do público infantil como Paquita.

## Exibição
A novela seria reprisada no Viva na data prevista para o dia 5 de julho de 2021, substituindo a segunda reprise de A Viagem na faixa das 15 horas, mas foi substituída por Paraíso Tropical. O motivo foi questões burocráticas envolvendo direitos autorais. Na época em que a novela foi exibida originalmente, não existiam outras plataformas de exibição, e os contratos não previam essa possibilidade.
Com os trâmites burocráticos resolvidos, a novela finalmente ganhou uma reexibição, sendo transmitida no Viva de 9 de setembro de 2024 a 16 de maio de 2025, substituindo Andando nas Nuvens e sendo substituída por Quatro por Quatro (sua antecessora original) na faixa das 13h, com reapresentação às 01h15 e maratona semanal aos domingos. Foi também a última novela a ser exibida integralmente na emissora, uma vez que, o canal teve as suas atividades encerradas em 9 de junho de 2025, sendo substituído pelo Globoplay Novelas, através de uma ação de rebranding feita pelo Grupo Globo.

### Outras mídias
Após o término da exibição no Viva, a trama foi disponibilizada na íntegra pelo Globoplay em 9 de junho de 2025.

## Trilha sonora

### Cara & Coroa
Cara & Coroa (comumente chamado de Cara & Coroa - Nacional) foi o primeiro álbum da trilha sonora da homônima telenovela brasileira, exibida pela Rede Globo, que foi lançado em CD, fita cassete, e LP pela Som Livre, em 1995.
O trilha nacional contém muitos destaques, dentre eles, Nana Caymmi, com a canção "Olhe o Tempo Passando", Caetano Veloso, com "Cais", Luiz Melodia, com a faixa "Com Muito Amor e Carinho", Ritchie, com "Um Homem em Volta do Mundo". São destaques ainda: Edmon Costa, com a canção "Tocar Você", tema de abertura da telenovela, a banda gaúcha Papas da Língua estreando em trilhas sonoras com a faixa "Encontros Amargos", Simony, com a inesquecível "Primeiros Erros (Chove)", originalmente composta e gravada por Kiko Zambianchi para seu álbum de estreia Choque (1985), entre outros.

#### Lista de faixas
| N.º            | Título                                 | Compositor(es)                                                      | Artista(s)                | Duração |  |
| 1.             | "Foi a Primeira Vez"                   | César August Piska                                                  | Zezé Di Camargo e Luciano | 4:16    |  |
| 2.             | "Olhe o Tempo Passando"                | Dolores Duran Edson Borges                                          | Nana Caymmi               | 2:50    |  |
| 3.             | "Um Segredo e um Amor" ("Secret Love") | Paul Francis Webster Sammy Fain Dudu Falcão (versão)                | Jorge Vercillo            | 3:23    |  |
| 4.             | "Cais"                                 | Milton Nascimento Ronaldo Bastos                                    | Caetano Veloso            | 4:45    |  |
| 5.             | "Com Muito Amor e Carinho"             | Eduardo Araújo Chil Deberto                                         | Luís Melodia              | 3:20    |  |
| 6.             | "Um Homem em Volta do Mundo"           | Gordon Grody Richard David Court Bernardo Vilhena                   | Ritchie                   | 4:23    |  |
| 7.             | "Eu Te Amo"                            | Chico Buarque Tom Jobim                                             | Zizi Possi                | 3:38    |  |
| 8.             | "Tocar Você"                           | Torcuato Mariano                                                    | Edmon Costa               | 3:55    |  |
| 9.             | "Qualquer Outro Amor"                  | Paulinho Moska                                                      | Paulinho Moska            | 3:19    |  |
| 10.            | "Encontros Amargos"                    | Léo Henkin                                                          | Papas da Língua           | 4:45    |  |
| 11.            | "Limousine Grana Suja"                 | Júnia Lambert                                                       | Júnia Lambert             | 3:28    |  |
| 12.            | "Sobrancelhas"                         | Álvaro Birita Bruno Gouveia Carlos Coelho Miguel Flores André Sheik | Biquini Cavadão           | 4:15    |  |
| 13.            | "Primeiros Erros" ("Chove")            | Kiko Zambianchi                                                     | Simony                    | 3:18    |  |
| 14.            | "A Rã"                                 | Caetano Veloso João Donato                                          | Ithamara Koorax           | 3:56    |  |
| Duração total: | Duração total:                         | Duração total:                                                      | Duração total:            | 53:31   |  |

### Cara & Coroa - Internacional
Cara & Coroa - Internacional é a trilha sonora internacional da homônima telenovela brasileira, lançada em 1995 pela Som Livre.
O álbum, com produção de Iuri Cunha, traz grandes nomes da eurodance, estilo musical que imperou em meados dos anos 1990, como o cantor suíço Richy, com a canção "Set Me Free", o grupo italiano Polo, com a faixa "I Want You" (com o cantor Fabio Sarni nos vocais), e o projeto italiano Whigfield (que contou com a cantora britânica Annerley Gordon nos vocais), com seu sucesso "Close to You". São, ainda, destaques do álbum a canção "Over My Shoulder", de Mike and the Mechanics, a balada "(I Wanna Take) Forever Tonight", dueto de Peter Cetera com Crystal Bernard, apesar de a cantora não ser creditada no álbum.
Participam também de Cara & Coroa - Internacional, o grupo britânico Marillion, com a faixa "Beautiful", o cantor estadunidense Michael Bolton, com "Can I Touch You...There?", em sua versão single, e o sueco Morten Harket, tentando carreira fora do A-Ha, com a canção "A Kind of Christmas Card", na versão de seu vídeo promocional.
A compilação traz ainda trabalhos póstumos de artistas como Selena, morta em 31 de março de 1995, com a canção "I Could Fall in Love", e Jim Croce, morto em 1973, com "I'll Have to Say I Love You in a Song". Renato Russo, que morreu em 1996, também participou na trilha com a faixa "La Solitudine", canção originalmente gravada pela cantora italiana Laura Pausini.
De acordo com o crítico Heyner Mercado, o álbum tem muita qualidade, mas é prejudicado por uma masterização esquisita com "excesso de agudos e ausência de graves." O álbum vendeu 430 mil cópias, excelente marca para a época.

#### Lista de faixas
| N.º            | Título                                  | Compositor(es)                                             | Artista(s)             | Duração |  |
| 1.             | "Save Me Now"                           | Eric Foster White Andru Donalds                            | Andru Donalds          | 4:58    |  |
| 2.             | "Over My Shoulder"                      | Mike Rutherford Paul Carrack                               | Mike and the Mechanics | 3:34    |  |
| 3.             | "I Could Fall in Love"                  | Keith Thomas                                               | Selena                 | 4:33    |  |
| 4.             | "Set Me Free"                           | Nager Sanz                                                 | Richy                  | 3:45    |  |
| 5.             | "I'll Have to Say I Love You in a Song" | Jim Croce                                                  | Jim Croce              | 2:28    |  |
| 6.             | "(I Wanna Take) Forever Tonight"        | Eric Carmen Andy Goldmark                                  | Peter Cetera           | 4:36    |  |
| 7.             | "La Solitudine"                         | Pietro Cremonesi Angelo Valsiglio Federico Cavalli         | Renato Russo           | 4:07    |  |
| 8.             | "Beautiful"                             | Steve Hogarth Steve Rothery Mark Kelly Pete Trewavas       | Marillion              | 4:30    |  |
| 9.             | "I Want You"                            | Francesco Alberti Fabio Sarni Luca Valeri Laurenti N'Diaey | Polo                   | 3:54    |  |
| 10.            | "Julia Says"                            | Graeme Clark Tommy Cunningham Neil Mitchell Marti Pellow   | Wet Wet Wet            | 4:05    |  |
| 11.            | "Nobody Else"                           | Gary Barlow                                                | Take That              | 4:22    |  |
| 12.            | "Close to You"                          | Alfredo Pignagnoli Davide Riva Annerley Gordon             | Whigfield              | 4:07    |  |
| 13.            | "Can I Touch You...There?"              | Michael Bolton Robert John "Mutt" Lange                    | Michael Bolton         | 3:22    |  |
| 14.            | "A Kind of Christmas Card"              | Morten Harket Håvard Rem                                   | Morten Harket          | 3:16    |  |
| Duração total: | Duração total:                          | Duração total:                                             | Duração total:         | 55:37   |  |

## Prêmios
Troféu APCA (1995):
- Melhor atriz coadjuvante - Rosi Campos

Prêmio Contigo! (1995):
- Melhor atriz - Christiane Torloni
- Melhor ator - Luís Melo